# Adil Benrlitom
Adil Benrlitom, pseud. Scream (ur. 2 lipca 1994) – belgijski gracz e-sportowy marokańskiego pochodzenia, uczestniczący w rozgrywkach w grach z serii Counter-Strike. W 2010 roku w wieku 16 lat zadebiutował na francuskiej scenie Counter-Strike’a: Source po sukcesie jego drużyny „eLogic” na turnieju EPS France. W 2011 roku wraz z Richardem „shoxem” Papillonem dołączył do drużyny 3DMAX, której udało się pokonać VeryGames podczas turnieju MaxLan. Ścieżki ScreaM’a i shox’a dość szybko rozdzieliły się, kiedy ten drugi dołączył do VeryGames. Ponownie zaczęli grać wspólnie od 2012 roku w drużynie „Tt Dragons”.
Po premierze Counter-Strike’a: Global Offensive ScreaM, shox stworzyli skład wraz doświadczonym kapitanem, Steevem „Ozstrik3r” Flavignim, grając najpierw w drużynie „Epsilon”, później „Millenium”, ostatecznie w „Imaginary Gaming”. Sam Benrlitom zadebiutował na międzynarodowej scenie Counter-Strike’a: Global Offensive jako stand-in w drużynie BuyKey podczas turnieju AMD Sapphire w Pradze, gdzie uzyskał bardzo dobre wyniki – według statystyk osiągnął 0,97 zabójstw na rundę. Sukcesy w CS:GO ScreaM zaczął osiągać po przejściu do drużyny VeryGames w 2013 roku, zastępując Cédrica „RpK” Guipouya. W tym samym roku HLTV.org uplasowało go na siódmym miejscu w rankingu 20 najlepszych graczy, na pierwszym pod względem procentu strzałów w głowę (75%) oraz na trzecim pod względem ilości wygranych clutchy (41 clutchy).
W kolejnych latach grał w drużynach Titan eSports, Epsilon eSports oraz Team Kinguin. Po raz kolejny Benrlitom znalazł się w rankingu HLTV dopiero w 2016 roku, dzięki sukcesom w drużynie G2 Esports. Zajął wówczas 9. miejsce w ogólnym rankingu, a także pierwsze pod względem ilości strzałów w głowę na rundę (0,5 strzału w głowę na rundę).

## Wyniki
- 1. miejsce – ESL Major Series One – Summer 2013 (VeryGames)
- 1. miejsce – ESL Major Series One – Fall 2013 (VeryGames)
- 3–4. miejsce – DreamHack Winter 2013 (VeryGames)
- 1. miejsce – Gaming Paradise 2015 (Team Kinguin)
- 2. miejsce – ESL Pro League Season 3 – Finals (G2 Esports)
- 1. miejsce – Esports Championship Series Season 1 – Finals (G2 Esports)
- 2. miejsce – StarLadder i-League StarSeries Season 2 (G2 Esports)
- 2. miejsce – Northern Arena 2016 – Montreal (G2 Esports)
- 1. miejsce – DreamHack Open Atlanta 2017 (Team EnVyUs)

## Wyróżnienia indywidualne
- 7. miejsce w rankingu najlepszych graczy na świecie w 2013 roku według serwisu hltv.org[1].
- 9. miejsce w rankingu najlepszych graczy na świecie w 2016 roku według serwisu hltv.org[2].